# Баццан, Джакомо
Джакомо Баццан (итал. Giacomo Bazzan; 13 января 1950, Вескована, Венеция — 25 декабря 2019, Лорео, Венеция) — итальянский трековый и шоссейный велогонщик, выступавший в 1969—1976 годах. Чемпион мира в командной гонке преследования, представитель Италии на летних Олимпийских играх в Мюнхене, участник супермногодневок «Тур де Франс» и «Джиро д’Италия».

## Биография
Джакомо Баццан родился 13 января 1950 года в коммуне Вескована провинции Падуя, Италия.
Первого серьёзного успеха на взрослом международном уровне добился в сезоне 1969 года, когда вошёл в основной состав итальянской национальной сборной и побывал на трековом чемпионате мира в Брно, откуда привёз награду серебряного достоинства, выигранную в зачёте командной гонки преследования на 4000 метров — уступил здесь только сборной Советского Союза.
В 1970 и 1971 годах становился чемпионом Италии среди любителей в командном и индивидуальном преследованиях соответственно. На домашнем мировом первенстве в Варесе завоевал бронзовую медаль в индивидуальной гонке преследования и одержал победу в командной гонке преследования.
Благодаря череде удачных выступлений удостоился права защищать честь страны на летних Олимпийских играх в Мюнхене — в командной гонке преследования вместе с Пьетро Альджери, Джорджо Морбьято и Лучано Боргоньони расположился в итоговом протоколе соревнований на девятой позиции.
После мюнхенской Олимпиады в 1973 году Баццан дебютировал на профессиональном уровне, присоединившись к итальянской команде Jolly Ceramica. В этом сезоне он отметился выступлением в супермногодневке «Джиро д’Италия», где полностью преодолел все этапы и занял в генеральной классификации 83 место. Также поучаствовал в «Вуэльте Каталонии», финишировав шестым в прологе.
В 1974 году финишировал четвёртым на двух этапах «Тура Швейцарии», выступил на «Джиро ди Тоскана» и вновь проехал «Джиро д’Италия».
В 1975 году в третий раз подряд участвовал в «Джиро», кроме того, единственный раз в своей карьере стартовал на «Тур де Франс» — сошёл здесь с дистанции в ходе одиннадцатого этапа.
Сезон 1976 года без особых достижений провёл в команде Ferrauto, после чего принял решение завершить спортивную карьеру.
Умер 24 декабря 2019 года в Лорео в возрасте 69 лет.